# Wolfgang Glänzel
Wolfgang Joachim Glänzel (* 13. April 1955 in Frankfurt (Oder)) ist ein deutscher Informationswissenschaftler und emeritierter Professor an der Katholischen Universität Löwen.

## Leben und Werk
Nach dem Abitur in Frankfurt (Oder) studierte Wolfgang Glänzel bis 1979 Mathematik an der Loránd-Eötvös-Universität in Budapest und war anschließend wissenschaftlicher Assistent an der Hochschule Mittweida. 1980 kehrte er nach Budapest zurück und wurde Mitarbeiter an der Bibliothek der Ungarischen Akademie der Wissenschaften (UAW). Er arbeitete auf dem Gebiet der Bibliometrie bzw. Scientometrie und der angewandten Wahrscheinlichkeitstheorie und wurde 1984 an der Loránd-Eötvös-Universität promoviert. 1990–1991 und 1995–1996 war er Stipendiat der Alexander von Humboldt-Stiftung. 1997 erhielt er von der Fakultät für Sozialwissenschaften der Universität Leiden den PhD für die Arbeit On a stochastic approach to citation analyses. A bibliometric methodology with applications to research evaluation. Seit 2002 war er Direktor des Centre for R&D Monitoring (ECOOM) der Katholischen Universität Löwen (K.U. Leuven). 2005 erfolgte dort die Berufung zum Professor.
Glänzel ist außerdem am Department of Science Policy & Scientometrics der UAW tätig.
Glänzel hat mehr als 400 wissenschaftliche Aufsätze zu den unterschiedlichsten Aspekten der Bibliometrie und Scientometrie veröffentlicht, davon mehr als 300 mit Peer-Review. Er gilt als einer der produktivsten Autoren auf diesem Wissenschaftsgebiet. Sein h-Index ist 56 (Stand Dezember 2021). 1999 erhielt er die von der Zeitschrift Scientometrics zweijährlich vergebene Derek John de Solla Price-Medaille für herausragende Leistungen auf dem Gebiet der quantitativen Wissenschaftsforschung. Seit Anfang 2014 ist er Chefredakteur (Editor-in-Chief) von Scientometrics und seit Juni 2014 Gastprofessor an der Kent Business School der University of Kent.
Seit seiner Emeritierung ist er Professor mit formalen Verpflichtungen an der Faculty of Economics and Business und Manager des ECOOM.

## Werke (Auswahl)
- T. Braun, W. Glänzel, A. Schubert: Scientometric indicators: a 32-country comparative evaluation of publishing performance and citation impact. World Scientific Publ., Singapore, Philadelphia 1985, ISBN 9971-966-69-7.
- Bibliometrics as a research field: a course on theory and application of bibliometric indicators. Ungarische Akademie der Wissenschaften, Budapest 2003 (englisch, psu.edu [PDF; 1,8 MB]).
- Henk F. Moed, Wolfgang Glänzel, Ulrich Schmoch (Hrsg.): Handbook of Quantitative Science and Technology Research. The Use of Publication and Patent Statistics in Studies of S&T Systems. Springer, Dordrecht 2005, ISBN 978-1-4020-2702-4, doi:10.1007/1-4020-2755-9.
- Wolfgang Glänzel, Henk F. Moed, Ulrich Schmoch, Mike Thelwall (Hrsg.): Springer Handbook of Science and Technology Indicators. Springer International, 2019, ISBN 978-3-03002510-6, doi:10.1007/978-3-030-02511-3.